# Jeranos (berg)
Jeranos  (armeniska: Երանոս) är ett berg i Armenien. Det ligger i den centrala delen av landet, 17 kilometer sydost om huvudstaden Jerevan. Toppen på Jeranos är 1 824 meter över havet, eller 160 meter över den omgivande terrängen. Bredden vid basen är 2,0 km.
Terrängen runt Jeranos är huvudsakligen kuperad. Runt Jeranos är det ganska tätbefolkat, med 155 invånare per kvadratkilometer.. Närmaste större samhälle är Jerevan, 17,4 kilometer nordväst om Jeranos.
Trakten runt Jeranos består i huvudsak av gräsmarker.